# ドルジパラム・ナルマンダフ
ドルジパラム・ナルマンダフ（Dorjpalam Narmandakh、 1975年12月18日- ）はモンゴルのダルハン市出身の柔道家。階級は60kg級。身長162cm。

## 人物
1993年のアジア選手権60kg級で3位になった。1996年のアトランタオリンピックでは準決勝で日本の野村忠宏に内股すかしで敗れたものの銅メダルを獲得した。続くアジア選手権では優勝を飾った。1999年の世界選手権では5位だった。2000年のアジア選手権では3位だったが、シドニーオリンピックでは2回戦で敗れた。2001年のアジア選手権でも3位だった。

## 主な戦績
- 1993年 - アジア選手権　3位
- 1996年 - ドイツ国際　2位
- 1996年 - アトランタオリンピック　3位
- 1996年 - アジア選手権　優勝
- 1999年 - 世界選手権　5位
- 2000年 - アジア選手権　3位
- 2001年 - アジア選手権　3位